# Dryodurgades anatolicus
Dryodurgades anatolicus är en insektsart som beskrevs av Dlabola 1957. Dryodurgades anatolicus ingår i släktet Dryodurgades och familjen dvärgstritar. Inga underarter finns listade i Catalogue of Life.